# Serhij Szymanski
Serhij Mychajłowycz Szymanski, ukr. Сергій Михайлович Шиманський (ur. 29 listopada 1976 w Tarnopolu, Ukraińska SRR) – ukraiński piłkarz, grający na pozycji obrońcy, trener piłkarski.

## Kariera piłkarska
Wychowanek Szkoły Sportowej w Tarnopolu. Pierwszy trener Eduard Jabłonski. W lipcu 1996 rozpoczął karierę piłkarską w Nywie Tarnopol, w którym później pełnił funkcje kapitana. Latem 1997 roku został wypożyczony do Krystału Czortków. Również w latach 2000-2001 występował w drugiej drużynie klubu Ternopil-Nywa-2 Tarnopol. W 2005 zakończył karierę piłkarza. Potem grał w zespołach amatorskich Hałycz Zbaraż, Sokił Złoczów i Towtry Kozłów.

## Kariera trenerska
Jeszcze będąc piłkarzem rozpoczął pracę szkoleniowca. Na początku 2005 mianowany na stanowisko głównego trenera Nywy Tarnopol, a potem od lipca 2005 do maja 2007 pracował w sztabie szkoleniowym Nywy. W 2009 łączył funkcje trenerskie i piłkarza w zespole amatorskim Towtry Kozłów. W lipcu 2010 ponownie został zaproszony kierować tarnopolskim klubem, w którym pracował do marca 2011. Od 2013 pracował w Szkole Sportowej w Tarnopolu.

## Sukcesy i odznaczenia

### Sukcesy piłkarskie
Nywa Tarnopol
- ćwierćfinalista Pucharu Ukrainy: 1996